# بوغوفينا
بوغوفينا (Боговина) هي مدينة في مقاطعة وسط صربيا في صربيا.